# Dobot
Dobot — бренд роботизованих рук, який виробляє Shenzhen Yuejiang Technology Co., Ltd. Компанію було засновано у 2015 році в Шеньчжені, Китай. Того року перший Dobot значно перевищив початкову ціль Kickstarter у 36 000 доларів США, зрештою зібравши 650 000 доларів США. З того часу компанія випустила п'ять моделей.

## Історія
Компанія Shenzhen Yuejiang Technology Co., Ltd. була заснована в червні 2015 року Джеррі Лю, який став її генеральним директором, і шістьма його однокурсниками з робототехніки. Компанія розташована в Шеньчжені, Китай. Лю та його співзасновники спочатку мали намір створювати великомасштабні промислові роботизовані руки, але, усвідомлюючи конкуренцію в цій галузі, він вирішив почати з менших моделей, а потім розширити масштаб. У жовтні 2015 року компанія запустила кампанію на Kickstarter для настільної роботизованої руки під назвою Dobot. Кампанія була успішною, зібравши понад 600 000 доларів США більше, ніж початкова ціль у 36 000 доларів США. Успіх кампанії Kickstarter призвів до додаткового фінансування у розмірі 3 мільйонів доларів для стартапу у квітні 2016 року, що зробило його одним із найцінніших робототехнічних стартапів у Китаї.
До березня 2017 року компанія розширилася до 96 співробітників. Того року в новорічній гала-трансляції CCTV була показана каліграфічна вистава Чарівника Добота, що привернуло додатковий розголос.
23 грудня 2024 року компанія Dobot провела первинне публічне розміщення акцій на Гонконзькій фондовій біржі, ставши публічною компанією. У ході IPO було залучено 681 мільйон гонконгських доларів.

## Моделі
Dobot V1.0 дебютував на Kickstarter у 2015 році. Рука здатна виконувати точні домашні завдання.
У 2016 році Shenzhen Yuejiang Technology випустила Dobot Magician, який дозволяє точно писати та робити лазерне гравіювання.
Dobot M1, прем'єра якого також відбулася у 2016 році, оснащена двома інструментальними насадками з можливістю захвату, присоски, 3D-принтера, насадки для 4-ї осі або лазерного гравера. M1 можна програмувати в режимі ручного навчання або за допомогою кодування, і він призначений переважно для промислового використання малими підприємствами. Як і його попередники, M1 почався з кампанії на Kickstarter, перший раунд якої був розпроданий менш ніж за 10 хвилин. В огляді Digital Trends описали його як здатного виконувати «абсолютно величезний діапазон різноманітних завдань», подібних до «робота JARVIS Тоні Старка». У незгодному огляді Geekwire скептично поставився до ціни, заявивши, що Dobot «швидко і розкуто грає зі словом „доступний“».
Dobot Rigiet — тривісний стабілізатор для камер і смартфонів, випущений у 2017 році. Huffington Post включив його до свого «Посібника з технічних подарунків на святковий сезон 2017».
Dobot MOOZ — це 3D-принтер, призначений для художників і педагогів. Він також може виконувати різьблення з ЧПУ та лазерне гравірування. У перший місяць своєї кампанії на Kickstarter у 2017 році він зібрав понад 100 000 доларів США.
Продукти Dobot включають: Dobot Arm для промисловості (Dobot CR, Dobot MG400 і Dobot M1) та Dobot Arm для освіти (Dobot Magician).